# Brandon Lewis
Brandon Kenneth Lewis CBE (Harold Wood, 1971. június 20. –) brit politikus, a Konzervatív Párt tagja, 2010 óta a Great Yarmouth választókerület parlamenti képviselője. Lewis igazságügyi miniszterként és lordkancellárként tevékenykedett 2022 szeptembere és októbere között. Korábban 2018 és 2019 között a Konzervatív Párt chairmanje, valamint Észak-Írországért felelős államtitkári pozíciót töltött be.

## Élete
A londoni Harold Woodban született Lewis a Forest School-ba járt. A Buckinghami Egyetemen tanult közgazdaságtant, majd a londoni King's College-ban mesterdiplomázott. 1998 és 2009 között a Brentwood Kerületi Közgyűlés tanácsosa volt, 2004 és 2009 között pedig ugyanazon tanács vezetője. A Képviselőházba a 2010-es parlamenti választások során került be.
Lewis David Cameron miniszterelnök irányítása alatt 2012 és 2014 között a közösségekért és önkormányzatokért felelős parlamenti államtitkárhelyettes, 2014 és 2016 között pedig lakhatásért és tervezésért, 2016 és 2017 között a rendőrségért és a tűzoltóságért, 2017 és 2018 között pedig bevándorlási ügyekért felelős államminiszterként dolgozott. A 2018-as kabinetátalakítás során a második May-kormány tárca nélküli miniszterévé, és a Konzervatív Párt chairmanjévé nevezték ki. May 2019-es lemondását követően Boris Johnson miniszterelnök Lewist biztonságért felelős államminiszterré, valamint az EU-ból való kilépésért és a No Deal Brexit előkészítéséért felelős helyettes biztossá avanzsálta. A 2020-as kabinet-átalakítás során Johnson előléptette Lewist Észak-Írországért felelős államtitkárrá. Johnson miniszterelnök távozása, és Liz Truss miniszterelnöki kinevezését követően Lewist lordkancellárrá és igazságügyi miniszterré tették.

## Fordítás
Ez a szócikk részben vagy egészben  a   Brandon Lewis című angol Wikipédia-szócikk ezen változatának fordításán alapul.  Az eredeti cikk szerkesztőit annak laptörténete sorolja fel. Ez a jelzés csupán a megfogalmazás eredetét és a szerzői jogokat jelzi, nem szolgál a cikkben szereplő információk forrásmegjelöléseként.